# Wetmorella tanakai
Wetmorella tanakai е вид бодлоперка от семейство Labridae.

## Разпространение и местообитание
Видът е разпространен в Индонезия, Малайзия и Филипини.
Обитава морета и рифове. Среща се на дълбочина от 10 до 30 m.

## Описание
На дължина достигат до 3,7 cm.